# فارابی: فیلسوف فرهنگ
فلسفهٔ مدنی فارابی یکی از آثار رضا داوری اردکانی است که اولین بار در سال ۱۳۵۴ از سوی مرکز مطالعات و هماهنگی فرهنگی انتشار یافت. این کتاب، صورتِ بسط‌یافتهٔ رسالهٔ دکتری رضا داوری در دانشگاه تهران است و اولین کتاب فلسفی او محسوب می‌شود. این کتاب بعدها تحت‌عنوان فارابی (انتشارات طرح نو، ۱۳۷۴) و فارابی: فیلسوف فرهنگ (نشر ساقی، ۱۳۸۲ و انتشارات سخن، ۱۳۸۹) منتشر شد. این کتاب به عربی ترجمه شده‌است.

## نقد و بررسی
مقاله‌ای به قلم مائده پناهی آراللو در نقد این کتاب منتشر شد.